# Popiel II.
Popiel ІІ. (latinsky de regno Pumpil) je postava slovanské mytologie, legendární vládce Polanů, také Goplanů, nebo Popielů z 9. století. Byl to syn Popiela I. syna Leška III. syna Leška II.) (ca 840–870). Jeho jméno bylo historiky rekonstruováno jako Popel, Pąpyl.
Jednalo se o polského knížete, z dynastie Popielů. Kronikář Gallus Anonymus jej popisoval jako velmi zlého a nespravedlivého panovníka. Též je znám jako Popiel s přízviskem „kterého sežraly myši“. Podle legendy se to mělo stát v Myší věži u jezera Gopło.

## První verze jména, slova
Verze jména Popel byla ustálena v Malopolské ročence, její nejstarší rukopisy pochází z 15. století. Z této verze pochází také Popiel, jak tvrdil Gerard Labuda. Polská kronika (polsky Kronika Polska), tedy rukopis z knihovny Zamojských, byla nazvána "rukopis Z", a zaznamenává dvě verze tohoto jména:
- na třetí kartě v nadpisu č.1 se objevuje dvakrát slovo Popel
- na třetí kartě v nadpisu č.3 se objevuje dvakrát slovo Pumpil

Po roce 1312 byl z autografu Polské kroniky vytvořen "rukopis A", který se nedochoval. Z tohoto díla byly později vytvořeny dva nezávislé rukopisy, které jsou označeny jako "rukopis Z" a "rukopis H", tedy "Z" jako rukopis Zamojských a "H" jako rukopis Heilsberských. Nomenklatura těchto rukopisů je shodna také u Zofie Kozłowské-Budkowé (1893–1986), u Gerarda Labudy a Mariana Pleziho.
Podle Zofie Kozłowské-Budkowé byl nejautentičtější autografu Galluse Anonymuse zápis Vincenta Kadlubka, který na přelomu 12. století a 13. století ve své kronice důsledně používal označení Pompilius a po něm později, stejně důsledně františkánská kronika.
Za Kadlubkem stojí také Kronika Polsko-slezská, která byla napsána v Lubiaži, okolo roku 1285, z iniciativy Jindřicha IV. Probuse, kterou nazval jako dílo Galluse Anonymuse tedy Kronika a činy polských knížat a vládců, někdy je známá také jako Polská kronika, Kronika Polsko-Slezská, nebo Slezská kronika Polska, nebo jen Lubiažská kronika, což konstatuje filio secum retento, cui nomen Pompilius, o sto let pozdější Kronika polských knížat, u Labudy pak Kronika slezských knížat a to proto, že se týkala hlavně slezských knížat. Tato byla napsána v letech 1382–1398 v Břehu (polsky Brzegu) a která čerpala z autografie Galluse Anonymuse, tedy filio suo retento, cui nomen erat Popil vel Pompilius. Podobné to je i u Jana Dluhoše, kde je navíc doplněno in latino idiomate vocatus Cinereus, in Almannico: Osszerich. Dluhoš však používá obě slova: Pompilius...sive Popyel.
Rukopis Kodeks Sedivoje vychází z rukopisu "Z", opravuje prvotní verzi dvou Pumpil na: Popiel (přepsal písmeno U na O, smazal písmeno M, dopsal písmeno E).
V souvislosti s výše napsaným za prvotní formu považoval Andrzej Bańkowski právě Pumpil, s "protézou" nosové samohlásky, zase Gererd Labuda za prvotní verzi považuje Pompil, a Pumpil, za druhotnou, přesto souhlasí se základem, že jméno obsahovalo nosovou samohlásku.
Ve středověku neměly v latinské abecedě nosové samohlásky vlastní znak, záleželo pouze na autorovi, případně zapisovateli, jak slova zaznamenal. Ve Svatokřížských kázáních se používalo:
- řecké písmeno "φ" (phi, vyslovuj fí), např.: v polském zápise pro "v náhradě" = polsky "w zastępy" = "uzasφpy", nebo "páté" = "piąte" = "pφte",
- matematický znak "ø" = německé "ő", např. v polském zápise pro "pravda" = "prawdę" = "prawdø", nebo "nade mnou" = "nade mną"[6] = "nademnø".

Nejčastěji se "protézy" používaly pro zpodobnění, souznění, např.: "Václav" = "Wenczeslaus" (v 1393) = "Więcesław", nebo "Zambrovo" = "Zambrów" (v 1425) = "Zambrowo", vlastní jméno Ząbr ← staropolsky ząbr = nyní, dle hyperkorektnosti v návaznosti na fonetiku Zubr evropský. Z tohoto vývoje slov usuzuje Andrzej Bańkowski, že se podobně vyvinulo i slovo Papyl, etymologicky podobné ke slovům Pąpil nebo Pąpiel, což odvozuje od pąpyl, tedy puchýř, kožní výrůstek, boule. To mělo být alegorií, symbolem na "vláda bez prestiže, uznání", papyl ve významu slova "bublina na kůži", se objevuje v 15. století v komentáři k latinskému dílu Život sv. Hedviky, opakovaně pak pąpel, pępel v roce 1578, pępele v roce 1596, častěji byl však expresivně bąbyl, bąbel, jako jméno osoby Pąpyl okolo roku 1500, nebo místopis Pąpylew okolo roku 1308 Pęplewo, německy Pemplow, nachází se okrese Kamień, což je od staroslovanského pǫp-ylь, pǫpъ, tedy ze staropolštiny pęp – pępowina, česky pupeční šňůra, ale také pąpie, pąpowie – pupeny.

## Popiel dle kronikářů a historiků

### Popiel podle Galla Anonyma
| „                                                                  | ... Byl skutečně ve městě Hnězdně, které dle slovanské řeči znamená "hnízdo", kníže jménem Popiel, který měl dva syny ... | “ |
| — Gallus Anonymus, Gesta principum Polonorum, O knížeti Popielovi. | |   |

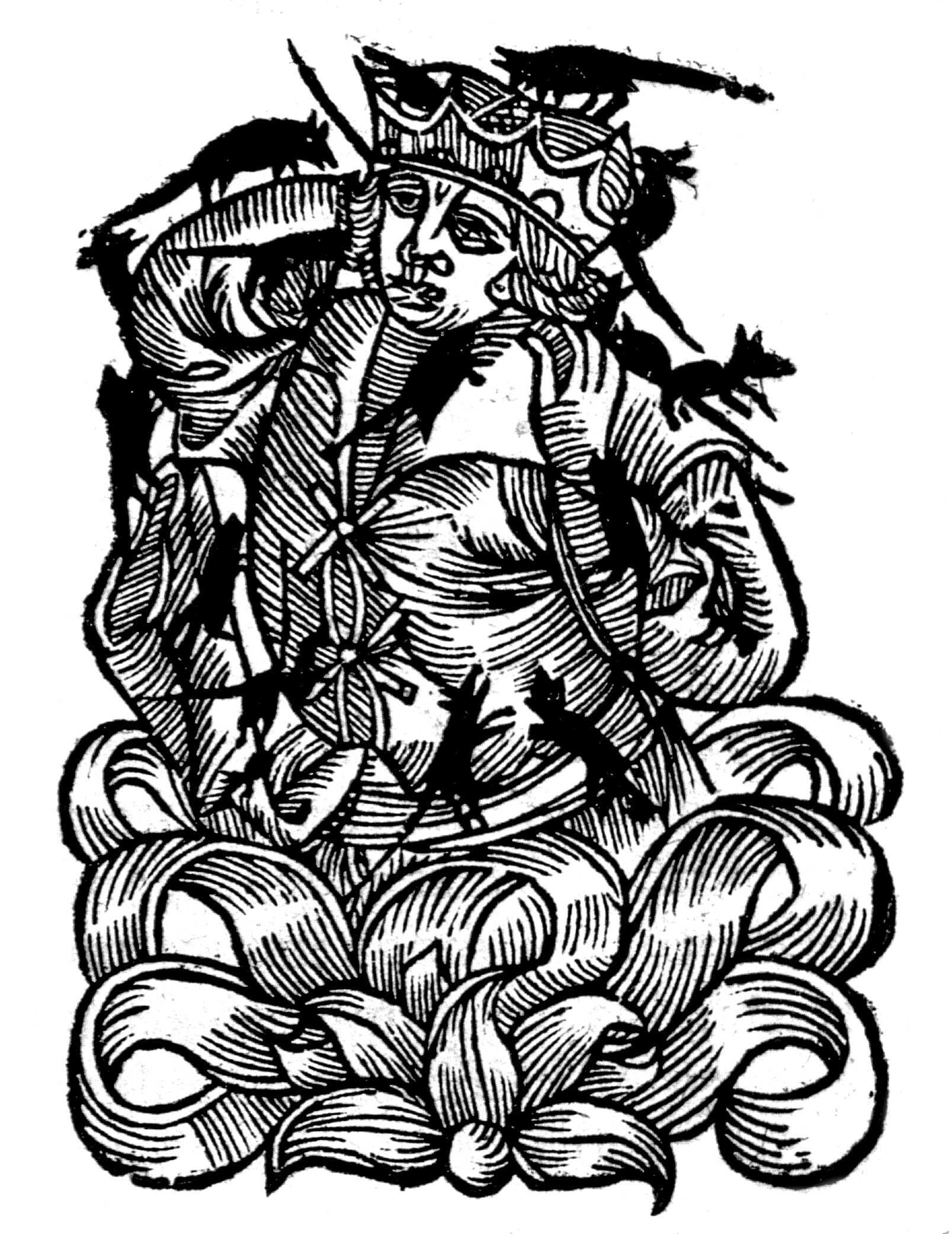
Popiel požírán myšmi, rytina z roku 1581

Poprvé je objevil v kronice Gesta principum Polonorum) kde psal o knížeti, který vládl ve městě Hnězdno. Během "postřižin" jeho synů přijeli do Hnězdna dva tajemní cizinci, kteří však nebyli pozvání na oslavu, čímž byl porušen pradávný zvyk pozvání ke stolu, pohostinnosti. Na čemž se cizinci vydali k chudému oráči, který se jmenoval Piast, a který měl syna Siemovíta, který právě také slavil své "postřižiny". Podle Galluse Anonymuse měl být na postřižinách u Piasta také Popiel, jenže kníže: "nepovažoval za nutné být na této oslavě u svého obyčejného vesničana". Když Siemovít dorostl dospělého věku, měl z trůnu sesadit Popiela a sám se měl stát novým knížetem.
Gallus Anonymus doplňuje, že dle pověsti, kterou vyprávějí staří šediví, byl Popiel vyhnán z knížectví, po celou dobu jej pronásledovaly myši, před kterými se schoval v dřevěné věži na ostrově. Myši měli tuto dřevěnou věž sežrat, vč. Popiela.

### Popiel II. dle Vincenta Kadlubka
Vincent Kadlubek ve své Kronice tuto legendu o Popielovi, kterého dal do role syna Popiela I., vnuka Leška III. Podle Kadlubka měl být zlý vládce, zbabělý, zženštilý a proradný. Na radu své ženy, měl otrávit svých dvacet strýců (synů Leška III.), když jim při hostině podal otrávené víno a poté zakázal pohřbít jejich ostatky. Z mrtvých těl se "vylíhly" myši, které jej, jeho ženu a dva syny dlouho pronásledovaly. Myši je našly ve vysoké věži, kde je sežraly.

### Popiel ІІ. ve Velkopolské kronice
Podle Velkopolské kroniky měl Popiel dlouhé vlasy a dostal přízvisko Chościsko, tedy metla, koště, nebo také ohon. Podle Galluse Anonymuse toto jméno měl otec Piasta. Velkopolská kronika uvádí jako místo smrti vládce Myší věž v Krušvici, což potvrzují jiné kroniky – Kronika Polsko-slezská a Kronika polských knížat. Ve skutečnosti byla tato věž postavena později, a to Kazimírem III. Velkým (1333–1370).

### Popiel ІІ. dle pozdějších kronikářů
Pochybnosti k legendě o Popielovi doplnil Jan Dluhoš. Podle Ročenek slovo Chościsko bylo hanlivým výrazem pro vládce, tedy ve smyslu: "nafoukané a nuzné koště". Démonická žena Popiela byla podle Dluhoše německou kněžnou a jeho synové měli jména Lech a Popiel. Kronikář porovnával tohoto vládce s německým císařem Arnulfem Korutanským.
Podle Martina Bielského vláda Popiela připadla na období vlády Ludvíka I. Pobožného (778–840).

### Hypotézy
Podle tvrzení Jacka Banaszkiewicze, pověst kterou napsal Gallus Anonymus, tedy legenda o tom, že vládce Popiela sežraly myši, nemohla existovat. Jde o legendu převzatou z Německa, kde se často vyskytuje, zejména v oblasti legendární Nadrenie, v dřívějších dobách mnoho "myších legend", jde však jen o element v praindoevropské jazykové symbolice.
Podle hypotézy Jindřicha Lowmianského byl legendární Popiel kmenovým vládcem Goplanů. Byl svržen Semovítem, tím se Polané dostali z područí Goplanů. Ostrov, kde sídlil Popiel, Lowmianský identifikoval s Lednickým ostrovem. Myši pak spojil se symbolem "lidového povstání", možná i s nějakou družinou)z blízké vesnice Myška.

## Historická existence osoby jménem Popiel
Ti, kteří přijímají historickou existenci třech předchůdců Měška I., tedy Siemovíta, Lestek a Siemomysł, přijímají také historickou existenci Popiela. Objevuje se zde však jedna skutečnost (problém), který vychází z archeologie a dendrochronologie. Popiel nemohl sídlit, pobývat v Hnězdnu, protože hradiště, případně hrad v tomto městě byl postaven teprve okolo roku 940. Vláda Popiela se datuje k létům druhé poloviny 9. století. Současnému Popielovi Piastovi se připisuje jako rodiště, které existovalo v druhé polovině 9. století a tím je hradiště v Hedči. Mohlo to být tedy tak, že Popiel sídlil v nějakém historikům a veřejnosti neznámém rodném hradišti, které bylo na území Hnězdenské jezerní plošiny ve Velkopolsku, dnes Velkopolské vojvodství. Zatímco ideově byl spojen s kultovním centrem na Lechově kopci v Hnězdně. Vzhledem k tomu, že Gallus Anonymus neznal detaily z života Popiela, spojil jej tedy s Hnězdnem.
Podle výsledků archeologie, v dobách Popiela a Siemovíta, neexistovaly ještě silné ekonomicko-vojenské knížecí rody, které by umožňovaly stavět zděné hradiska (hrady) poddanými pod nátlakem (roboty), tedy pod dohledem knížecí družiny. Vláda Popiela a Siemovíta měla nestabilní charakter a byla do značného stupně kontrolována věděním, intuicí. Popiel pravděpodobně nezvládal roli spojenou s delegováním úkolů a přerozdělováním přebytků (potraviny, suroviny) mezi členy komunity, v důsledku čehož byl nahrazen někým schopnějším, tím kdo uměl lépe lobbovat, získat si přízeň, měl lepší marketing), tedy Siemovítem.

## Popiel v umění

### Film
Legenda o Popielovi byla zfilmována – film Staré báje Vikingů, kde Popiela hraje Bogdan Stupka.